# Parque de cactus de Izu
El Parque de cactus de Izu en japonés: 伊豆シャボテン公園 Izu Shaboten Pāku, es un jardín botánico y zoológico especializado en capibaras, entre otros, que se encuentra en Itō, prefectura de Shizuoka, Japón.

## Localización
Se encuentra en el borde del Parque nacional de Fuji-Hakone-Izu.
Izu Shaboten Pāku Futo 1317-1313, Itō-shi, Shizuoka-Ken, 4263-1, Honshū-jima Japón.
Planos y vistas satelitales.34°54′26″N 139°6′3″E / 34.90722, 139.10083
- Temperatura media anual: 16 °C
- Precipitaciones medias anuales: 1650 mm

Se paga una tarifa de entrada.

## Historia

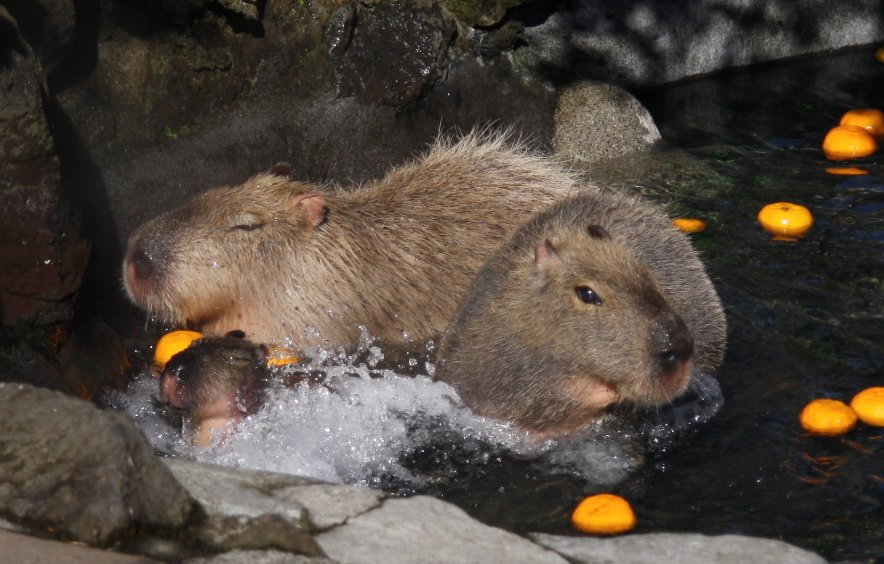
Capibaras nadando en la piscina con las naranjas.

El jardín botánico y zoológico fue abierto al público en octubre de 1959, con un gran invernadero calentado con las aguas termales de los manantiales (onsen) de la zona, donde se cultiva una colección de cactus y suculentas.
Así mismo los habitáculos de los animales del zoológico también son calentados con estas aguas termales, con canguros, monos, aves silvestres, carpinchos, como las aves y los animales, tales como han sido criados.
Se trata de un centro privado, pero el emperador Hirohito lo visitó en 1970.
El origen del nombre de este jardín es un cactus en el parque que está desde que abrió de 34 años de edad que se llama "Cactus Shokuseru".

## Colecciones
El zoológico tiene como especies reproductoras a los chimpancés, gibones, monos, etc pequeños mamíferos como carpincho, suricata, aves como pelicanos, pavo real de la India, flamencos, otros herbívoros llama, tapires, etc
El jardín botánico contiene un jardín botánico tropical calentado con agua termal, con un invernadero de cinco ambientes, está dividido en, cactus de la selva de América del Sur, el Museo de África, pabellón de Madagascar, Pabellón de México, bosque del Museo de los cactus.
Alrededor de los invernaderos hay arriates de plantas ornamentales de floraciones espectaculares.

## Esculturas
Hay diversas réplicas de tamaño natural de esculturas del antiguo México, distribuidas por todo el parque. Estas son un regalo del Territorio Federal de México para divulgar y fortalecer la escultura plástica de la antigua civilización americana. Estas se distribuyen en una gran parte del parque.
De la civilización Olmeca hay una cabeza colosal,
De la civilización azteca el "Calendario de la piedra del sol", imagen del Zócalo de la diosa Koatorikue,
De la civilización Maya el dios de la lluvia Chak, el dios serpiente Quetzalcoatl (el nombre maya de Kukulcán), ruinas del monumento Palenque,
De la civilización tolteca una imagen de guerrero,